# 島輪状溝
島輪状溝（とうりんじょうこう、Circular sulcus of insula）は、島皮質の周囲を取り囲むように存在する脳溝。島皮質と弁蓋の境界を成している。環状溝（かんじょうこう）とも言う。

## 脚註
1. ↑  Türe U, Yaşargil DC, Al-Mefty O, Yaşargil MG. (Apr 1999). “Topographic anatomy of the insular region”. J Neurosurg. 90 (4):  720-33. PMID 10193618.